# Gerhard Armauer Hansen
Gerhard Henrick Armauer Hansen (Bergen, 29 de julho de 1841 – Florø, 12 de fevereiro de 1912) foi um médico bacteriologista e dermatologista norueguês, conhecido pela identificação do Mycobacterium leprae como o agente causador da hanseníase em 1873.

## Vida
Hansen nasceu em Bergen, Noruega, e frequentou a Escola da Catedral de Bergen. Ele trabalhou no Rikshospitalet em Christiania (agora Oslo) e como médico em Lofoten. Em 1868 Hansen retornou a Bergen para estudar lepra enquanto trabalhava no Hospital Lungegård (Lungegårdshospitalet) com Daniel Cornelius Danielssen, um notável especialista.
A hanseníase era considerada em grande parte de origem hereditária ou de outra forma miasmática. Hansen concluiu com base em estudos epidemiológicos que a hanseníase era uma doença específica com uma causa específica. Em 1870-1871, Hansen viajou para Bonn e Viena para obter o treinamento necessário para provar sua hipótese. Em 1873, ele anunciou a descoberta do Mycobacterium leprae nos tecidos de todos os doentes, embora não os identificasse como bactérias, e recebeu pouco apoio. A descoberta foi feita com um microscópio "novo e melhor".
Em 1879, Hansen deu amostras de tecido para Albert Neisser, e anunciou suas descobertas em 1880, alegando ter descoberto o organismo causador da doença. Houve alguma disputa entre Neisser e Hansen, Hansen como descobridor do bacilo e Neisser como identificador dele como agente etiológico. Neisser tentou minimizar a assistência de Hansen. A alegação de Hansen foi enfraquecida por seu fracasso em produzir uma cultura microbiológica pura em um meio artificial, ou em provar que eram infecciosos. Além disso, Hansen tentou infectar pelo menos uma paciente do sexo feminino sem consentimento e, embora nenhum dano tenha sido causado, o caso terminou no tribunal e Hansen perdeu seu cargo no hospital.
Hansen permaneceu como médico para hanseníase na Noruega e foi através de seus esforços que os atos de lepra de 1877 e 1885 foram aprovados, levando a um declínio constante da doença na Noruega de 1 800 casos conhecidos em 1875 para apenas 575 casos em 1901.
Hansen sofria de sífilis desde a década de 1860, mas morreu de doença cardíaca. Ele era ateu.

## Direitos das mulheres
Ele foi cofundador e membro do conselho da seção de Bergen da Associação Norueguesa para os Direitos da Mulher, liderada por sua irmã, a proeminente defensora dos direitos das mulheres Amalie Hansen.

## Publicações (seleção)
- Foreløbige Bidrag til Lepraens Karakteristik. In: Nordisk medicinsk Arkiv. Vol. 13, 1869, S. 1–12.
- Bidrag til Lymphekjertlernes normale og pathologiske Anatomi. Jensen, Christiania 1871.
- Undersøgelser angaaende Spedalskhedens Aarsager. In: Norsk Magazin for Laegervidenskaben. Vol. 4, Nr. 9, 1874, S. 1–88.
- On the etiology of leprosy. In: British and Foreign Medico-Chirurgical Review. Vol. 55, 1875, S. 459–489.
- Bacillus Leprae. In: Virchow’s Archiv. Vol. 79, 1880, S. 32–42.
- Den Norske Nordhavs-Expedition 1876–1878. Zoologi. Grøndahl, Christiania. Annelida, 1882, Spongiadæ, 1885.
- com Carl Looft: Leprosy in its clinical & pathological aspects, John Wright & Co., Bristol 1895.
- com H. P. Lie: Die Geschichte der Lepra in Norwegen (= Mitteilungen und Verhandlungen der 2. Lepra-Konferenz in Bergen 1909). Leipzig 1910.